# Nelson Pessoa
Pour les articles homonymes, voir Pessoa.
Nelson Pessoa, dit « Le sorcier brésilien », amicalement surnommé Neco, est un cavalier de saut d'obstacles brésilien né le 16 décembre 1935.

## Biographie
En 1947, son père l’incite à faire de l’équitation, mais la peur rend ses débuts difficiles.
Cependant, il gagne en 1953 son 1er grand prix international à Buenos Aires en Argentine. En 1956, il participe à ses premiers Jeux olympiques, et termine 5e en individuel aux Jeux olympiques de 1964
Par la suite, il obtient une très longue série de succès mondiaux et européens. Ces victoires valoriseront sa longue carrière de cavalier international qu'il poursuivra jusqu'à 63 ans.
Il quitte le Brésil et l'importante société immobilière de son père en 1963 pour s'installer en Europe. Il emménage tout d'abord à Genève (Suisse) puis, sept ans plus tard à Chantilly (France). Finalement en 1981, il déménage à Hanret en Belgique accompagné de son fils Rodrigo Pessoa.
Il remporte le championnat d'Europe de saut d'obstacles en 1966 et gagne deux fois à Hickstead. Il termine 2e de la finale de la coupe du monde à deux reprises : en 1984 et en 1991 avec Special Envoy
En 2000, il ouvre avec Rodrigo son propre haras, le Haras de Ligny, à Fleurus en Belgique.
Il se consacre désormais à l'organisation de compétitions, comme l'Audi Equestrian Masters, le Jumping International de Bruxelles et du Gucci Masters, le Jumping International de Paris se déroulant en fait à Villepinte. Ces compétitions sont organisées en collaboration avec son fils Rodrigo, qui y participe également en tant que cavalier.

## Publication
- La méthode Pessoa sur DVD, édition Tag Films Distribution. Nelson Pessoa monte trois de ses chevaux de concours, de niveaux différents (de novice à  confirmé), et explique son travail.